# Бейкер, Герберт Бреретон
Герберт Бреретон Бейкер (англ. Herbert Brereton Baker, 25 июня 1862, Livesey, Ланкашир — 27 апреля 1935) — британский химик, член Лондонского королевского общества (с 1902).
Выпускник оксфордского Баллиол-колледжа. С 1912 по 1932 год — профессор Имперского колледжа Лондона.
Во время Первой мировой войны Бейкер был научным советником военного министерства. Работал над созданием особо прочного стекла для контактных взрывателей подводных мин.
Командор Ордена Британской империи с 1917 года. В 1923 году получил медаль Дэви. Президент Химического общества (1926—1928).